# Ocean Bluff-Brant Rock
Ocean Bluff-Brant Rock é um lugar designado pelo censo localizado no condado de Plymouth no estado estadounidense de Massachusetts. No Censo de 2010 tinha uma população de 4.970 habitantes e uma densidade populacional de 437,21 pessoas por km².

## Geografia
Ocean Bluff-Brant Rock encontra-se localizado nas coordenadas 42° 06′ 10″ N, 70° 39′ 30″ O. Segundo a Departamento do Censo dos Estados Unidos, Ocean Bluff-Brant Rock tem uma superfície total de 11.37 km², da qual 5.63 km² correspondem a terra firme e (50.44%) 5.73 km² é água.

## Demografia
Segundo o censo de 2010, tinha 4.970 pessoas residindo em Ocean Bluff-Brant Rock. A densidade populacional era de 437,21 hab./km². Dos 4.970 habitantes, Ocean Bluff-Brant Rock estava composto pelo 97.63% brancos, o 0.4% eram afroamericanos, o 0.08% eram amerindios, o 0.44% eram asiáticos, o 0.02% eram insulares do Pacífico, o 0.58% eram de outras raças e o 0.85% pertenciam a duas ou mais raças. Do total da população o 0.97% eram hispanos ou latinos de qualquer raça.